# Kościół św. Piotra Kanizjusza we Włodowicach
Kościół św. Piotra Kanizjusza we Włodowicach – kościół we wsi Włodowice (województwo dolnośląskie).
Kościół parafialny wybudowany w 1929.